# نيتشر (مجلة)
نيتشر (بالإنجليزية: Nature، وتعني الطبيعة) هي مجلة دورية علمية أسبوعية بريطانية تصدر بالإنكليزية، تعتبر من أبرز الدوريات العلمية في العالم وقد نشرت لأول مرة في 4 تشرين الثاني/نوفمبر 1869. من أهم اختصاصات هذه المجلة مجالا الفيزياء والأحياء. أصبحت المجلة تصدر حديثاً باللغة العربية.

## نبذة
كانت أول طبعة صدرت للدورية في 4 نوفمبر عام 1869 من طرف الفيزيائي البريطاني السير جوزيف نورمان لوكير الذي كان رئيس تحريرها إلى غاية عام 1919.

## الإصدارة العربية
مع بداية شهر أكتوبر من عام 2012م أصبحت مجلة نيتشر متاحة باللغة العربية على موقعها الإلكتروني، وتصدر أعدادها مع بداية كل شهر ميلادي بينما يُحدَّث موقعها الإلكتروني أسبوعياً. وبهذا يكون القارئ العربي الآن مطّلعاً على أحدث التطورات العلمية من موقع مجلة عالمية رصينة، وخلال فترة قصيرة من نشر المقالات باللغة الإنجليزية. الطبعة العربية لمجلة نيتشر مدعومة بالكامل من مدينة الملك عبد العزيز للعلوم والتقنية، كما أن نسخ أعداد المجلة متاح على موقع المدينة الإلكتروني بصيغة بي دي إف. وكامل محتوى الطبعة العربية لمجلة نيتشر متاح للقراء العرب مجاناً.

## وصلات خارجية
- نيتشر على موقع الموسوعة البريطانية (الإنجليزية)
- موقع مجلة save own guide باللغة الإنكليزية